# World Vision
World Vision International (abreviat WVI sau simplu WV) este o organizație creștin-umanitară, înființată la 22 septembrie 1950 de către teologul și jurnalistul Bob Pierce pentru în sprijinul copiilor orfani din timpul războiului din Coreea. (Pentru alte semnificații ale abrevierii WV vezi WV (dezambiguization)
O echipă de 10 000 persoane specializate lucreaza pentru World Vision International în 100 de țări. World Vision ajută peste 61 milioane de oameni prin 4 279 de proiecte în întrega lume. 

## Cooperarea în vederea dezvoltării pe termen lung
Centrul activității World Vision este cooperarea în vederea dezvoltării pe termen lung. Programele sunt realizate și puse în aplicare împreună cu populația din țările în curs de dezvoltare. Proiectele sunt concepute pentru regiuni mai mari (cu peste 100 000 de locuitori), pentru a beneficia de efectele de sinergie. Succesul proiectului și conservarea rezultatelor trebuie să fie asigurate printr-o durată lungă a proiectelor (mai mare de 12 ani) și prin îmbunătățiri paralele în diverse domenii (formare profesională, sănătate, asigurarea hranei, garantarea unui venit stabil și lupta împotriva SIDA).

## Ajutor umanitar
Un alt important domeniu de lucru important al organizației World Vision este ajutorul de urgență în cazul catastrofelor, distribuit între altele victimelor războielor sau ale foametei. Alte activități din acest domeniu sunt măsurile de promovare a păcii și dezvoltarea unui sistem de avertizare urgentă asupra catastrofelor.

## Cooperare internațională
World Vision intreține oficial relații de lucru cu Organizația Mondială a Sănătății și are statut consultativ la Înaltul Comisariat al Națiunilor Unite pentru Refugiați (ICNUR / UNCHR). World Vision este în prezent cel mai mare distribuitor de alimente în cadrul Programului Națiunilor Unite pentru Alimentație (WFP).

## România
World Vision a intervenit pentru prima dată în România în anul 1977 cu ajutor de urgență pentru victimele Cutremurului din 4 martie. După revoluția din 1989, organizația a devenit o prezență constantă în activitate de sprijinire a copiilor și familiilor defavorizate. Proiectele World Vision România s-au derulat în mai multe orașe ale țării care se confruntau cu situații dificile, în urma problemelor create de sistemul comunist: București, Cluj-Napoca, Iași, Constanța, Vâlcea și Timișoara.
World Vision și-a început activitatea în problema copiilor defavorizați, prin suplimetarea necesarului de hrană, medicamente, îmbrăcăminte și jucării, iar ulterior, și-a concentrat atenția către dezvoltarea instituțională prin formarea profesională. Organizația a investit până în prezent peste 42 de milioane de dolari americani în diferite programe de asistență tehnică, dezvoltare, ajutor de urgență și prefecționare.
Începând cu 1997, organizația s-a preocupat de dezvoltarea comunităților rurale și de plasarea copiilor instituționalizații în medii stabile. Principalii beneficiari ai programelor World Vision România sunt copiii instituționalizați, bolnavi de SIDA, cei fără adăpost și familiile defavorizate.

## Dezvoltare economica si agricultura
Agricultura practicata in Romania a devenit in ultimul deceniu o activitate lipsita de eficienta. Dimensiunea redusa a fermelor, in medie de 2,1 hectare, nivelul slab de pregatire in domeniul agricol, lipsa de resurse financiare si neintelegerea mecanismelor economiei de piata au contribuit la actuala stare de fapt. 
Scopul programului de dezvoltare agricola derulat de catre World Vision este de a promova investitia de capital si de a-i educa pe fermieri, doua instrumente ce redau demnitatea de sine si speranta intr-o viata mai buna. Programul se desfasoara in comunitati rurale din 5 judete: Iasi, Cluj, Constanta, Dolj si Valcea. World Vision ii capaciteaza pe micii producatori agricoli prin 3 servicii integrate: instruire, suport financiar si asistenta tehnica. Beneficiarii proiectelor agricole sunt inclusi in programe gratuite de pregatire, cu durata de trei luni, care se desfasoara in comunitatile rurale. World Vision pune la dispozitia producatorilor materialele necesare inceperii unei mici afaceri agricole sub forma de "pachete tehnologice". Fiecare familie beneficiara ramburseaza un procent din valoarea pachetului pentru finantarea unor alti producatori. Specialistii World Vision acorda asistenta tehnica gratuita tuturor producatorilor pe intreaga perioada de derulare a proiectului.

## Controverse
În septembrie 2016, World Vision a suspendat activitatea filialei din Gaza, după ce a fost acuzată că ar fi sprijinit financiar Hamas.